# Daewoo Avia A31
Daewoo Avia A31 T-N și A31 T-L sunt camioane medii produse de Daewoo Avia, o colaborare între producătorul ceh de camioane Avia și gigantul auto sud-coreean Daewoo.

## Istoric
Avia, inițial o companie cehă aerospațială și de automobile, are o lungă istorie în producția de camioane. După achiziția sa de către Daewoo la sfârșitul anilor 1990, compania și-a extins gama cu modele modernizate sub marca Daewoo Avia. Seria A31 a fost introdusă ca parte a acestei dezvoltări, combinând ingineria europeană cu resursele Daewoo.